# Megastigmus carinus
Megastigmus carinus är en stekelart som beskrevs av Xu och He 1995. Megastigmus carinus ingår i släktet Megastigmus och familjen gallglanssteklar. Inga underarter finns listade i Catalogue of Life.